# Convento dei Cappuccini (Siracusa)
Il convento dei Cappuccini, con l'annessa chiesa, è un complesso religioso situato a Siracusa. 

## Storia
La fondazione del convento risale al 1549, quando i frati cappuccini, accolti a Siracusa dal vescovo Girolamo Beccadelli, si stanziarono dapprima nei pressi del teatro greco, dove, preesistente una chiesa di campagna, vi edificarono il primo convento. A causa dell'aria insalubre, il luogo venne abbandonato, e nel 1582 furono avviati i lavori per l'edificazione del nuovo complesso conventuale, costruito in cima alle cave di pietra greche denominate latomie, oggi chiamate "Latomie dei cappuccini" (per diversi secoli usate dai frati come orto e giardino).
Il sisma che colpì il Val di Noto nel 1693 distrusse il convento quasi per intero, ma fu presto riedificato.
Fino al 1866 vi si celebrarono 21 capitoli provinciali, in uno dei quali, nel 1635, venne eletto il venerabile p. Innocenzo Marcinò da Caltagirone (poi ministro generale dell'Ordine 1643-1650).
Il convento venne abitato dai frati fino al 1866, quando, a causa della soppressione degli ordini religiosi, diventò proprietà demaniale, ed utilizzato come osteria, sanatorio per la riabilitazione e ospizio per indigenti e anziani. Solo nel 1931, riacquistata la proprietà della struttura (esclusa quella sulle latomie), i frati, poterono farvi ritorno.
Nel 1957 la chiesa, già dedicata alla Madonna dei pericoli, è stata eretta parrocchia, col nuovo titolo di “S. Maria della misericordia e dei pericoli”.
Il convento, che negli anni più volte è stato designato come luogo di formazione, attualmente ospita la casa di postulato interprovinciale dell'Italia del sud; è sede, inoltre, della curia provinciale dei frati minori cappuccini di Siracusa. 

## Descrizione

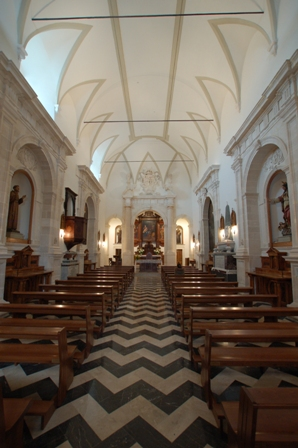
L'interno della chiesa

L’edificio, che nel corso dei secoli ha svolto anche funzioni difensive, presenta delle caratteristiche edilizie in cui si armonizzano elementi canonici, propri dei conventi cappuccini, con elementi caratteristici delle fortezze.
Il prospetto della chiesa, che si fonde con quello del convento, presenta uno stile sobrio. Di rilevante bellezza il portale in pietra locale, sovrastato da una grande meridiana. Altri elementi predominati il prospetto sono, il piccolo campanile a vela e la loggia, che nel 700 fu adoperata dagli spagnoli quale luogo di avvistamento e combattimento.
La chiesa al suo interno molto semplice, ad un'unica navata, caratterizzata da una volta a botte con archivolti decorativi, possiede cinque altari e due cappelle.
Il presbiterio è separato dalla navata da tre arcate; quella centrale più ampia, è incorniciata da colonne che sorreggono un architrave con timpano romano spezzato. Al di sopra dell'arco centrale, uno stemma che riporta, in rilievo, i simboli dell'Ordine francescano. 
Di notevole pregio la pala d'altare maggiore, che ritrae la Madonna dei pericoli (di autore ignoto, XVII sec.), con ai lati le tele delle vergini e martiri siciliane santa Lucia e sant' Agata (XVII sec.). Splendidi esempi dell’artigianato ligneo cappuccino, il tabernacolo (secc. XVII-XVIII) e il settecentesco pulpito. 
I lavori di restauro, degli anni 2003-2006, hanno riportato l'intera struttura conventuale all'originario splendore, ripristinando anche l'antico fossato di recinzione.
Il convento è sede, inoltre, della biblioteca provinciale Innocenziana, che conta un patrimonio librario di circa 30000 volumi, di cui: 301 manoscritti, 22 incunaboli, 830 cinquecentine, 2600 seicentine, circa 8000 edizioni del settecento e dell'Ottocento e 15000 testi moderni (XX-XXI secolo).